# Кочуров, Шагимардан Абдул Вагапович
Шагимардан Абдул Вагапович Кочуров Кочуров (иногда Абдулвагапович; 15 (27) августа 1858, Оренбургская губерния — 1918, Уфа) — войсковой старшина, заведующий станичным коневодством (1907), назначен руководителем обучения казаков третьего военного отдела Оренбургского казачьего войска (1918), кавалер двух орденов. Брат генерал-лейтенанта Ш. А. Кочурова, войсковых старшин Шагимурата Кочурова и С. А. Кочурова.

## Биография
Шагимардан Кочуров родился 15 (27) августа 1858 года в посёлке Варненском станицы Великопетровской, располагавшейся на территории второго военного отдела Оренбургского казачьего войска — в советское время это было село Варна одноименного района Челябинской области. Шагимардан был третьим сыном в семье войскового старшины «магометанского вероисповедания» Абдулвагапа Кочурова. Он, как и его братья, являлся представителем военной династии татар-казаков Кочуровых. Шагимардан получил среднее военное образование в Оренбургском казачьем юнкерском училище, которое окончил по второму разряду.
В начале января 1872 года Кочуров-«третий» приступил к воинской службе в Вооружённых силах Российской империи. Он был произведён в чин хорунжего в середине мая 1881 года. Затем Шагимардан Абдул Вагапович стал казачьим сотником, а в середине ноября 1889 года — подъесаулом «иррегулярной кавалерии». Он получил погоны войскового старшины уже после Русско-Японской войны — в самом конце декабря 1907 года.
Шагимардан Абдулвагапович проходил действительную службу с 1883 по 1886 год вместе со своим братом, Шагимуратом, в Оренбургском 6-м казачьем полку. В четырёхлетний период между 1893 и 1897 годами он являлся лесничий в посёлке Брединский, после чего вновь вернулся в армию, в Оренбургский 3-й казачий полк — числился в нём по состоянию на 1897 год. Об участии Шагимардана Кочурова в боевых действиях Русско-Японской войны на сегодняшний день сведений нет. Десятилетие спустя, в 1907 году, он состоял заведующим станичным коневодством.
После Октябрьской революции и начала Гражданской войны на Южном Урале Шагимардан Кочуров оказался в белых войсках Восточного фронта. Он получил назначение на пост руководителя обучения казаков третьего военного отдела Оренбургского казачьего войска — солдат уже мобилизованных, но ещё не призванных в конкретные части и соединения. В этот период его брат Шагимурат занимал аналогичный пост во втором отделе Войска. В 1918 году Шагимардан Кочуров скончался в Уфе.

## Награды
- Орден Святого Станислава 3 степени (1885)[7]
- Орден Святой Анны 3 степени (1891)[7][8]

## Семья
Братья:
- Шейх-Иль-Ислам Абдул Вагапович Кочуров (иногда Шейхильислам Абдулвагапович, 1850—1918) — генерал-лейтенант, командир Оренбургского 4-го казачьего полка (1900—1905) и 2-й бригады 1-й Туркестанской казачьей дивизии (1906—1910), кавалер семи орденов[9].
- Султан Абдул Вагапович Кочуров (1866—1917) — войсковой старшина, командир 33-й Оренбургской особой казачьей сотни[10].
- Шаги-Галей Абдул Вагапович Кочуров (1870—1938) — есаул, участник Русско-Японской войны, кавалер шести орденов[7].
- Шагимурат Абдул Вагапович Кочуров (1868 — после 1920) — войсковой старшина, командир 22-й сотни, член Войскового правительства[7].